# Tây Cape
Tây Cape (tiếng Anh: Western Cape) là một tỉnh ở tây nam của Nam Phi. Tỉnh lị là thành phố Cape Town. Trước năm 1994, khu vực mà nay là Tây Cape là một phần của Tỉnh Cape cũ. Trước khi hình thành Liên hiệp Nam Phi năm 1910, khu vực này được gọi là Thuộc địa Cape.

## Địa lý
Tây Cape có ranh giới phía bắc với Bắc Cape, phía đông là Đông Cape, phía nam là Ấn Độ Dương, và phía tây là Đại Tây Dương. Lãnh thổ cận nam cực Quần đảo Prince Edward cũng thuộc về địa giới hành chính của tỉnh. Breede, Berg và Olifants là các dòng sông chính trong tỉnh. Thủ phủ Cape Town và các thành phố chính khác bao gồm Stellenbosch, Worcester, Paarl, và George, Garden Route và Overberg là những khu vực du lịch nổi tiếng.
Tây Cape có địa hình thay đổi. Hầu hết tỉnh nằm trong Vành đai nếp oằn Cape, một dãy núi sa thạch hình thành từ kỷ Permi tới kỷ Than đá với độc từ 1000m đến 2300m. Thung lũng giữa các dãy núi thường rất phì nhiêu và có nhiều mùn bồi tới đất sét. Vùng sâu trong nội địa là một phần của Lòng chảo Karoo và thường khô hạn cũng như có nhiều đồi núi với các dốc đứng ở phía bắc. Các dãy núi khu vực ven biển phủ đầy cát giữa các mũi đất, tới các đá dốc và núi ở khắp mọi nơi. Tây Cape cũng là khu vực cực nam của lục địa châu Phi và Mũi Agulhas là điểm cực nam, từ điểm này tới bờ biển Nam cực chỉ có 3800 km. Tổng diện tích của tỉnh là 129.370 km², chiếm khoảng 10,6% tổng diện tích cả nước. Kích cỡ của tỉnh rộng hơn Bắc Bộ Việt Nam một chút.
Thực vật trong tỉnh cũng khá đa dạng, là một trong 7 vương quốc cây cỏ của thế giới với hầu hết là thực vật đặc hữu của tỉnh, có tên là Cape Floral Kingdom. Khu vực vô cùng đa dạng về loài, với nhiều loài tìm thấy tại Núi Table hơn toàn bộ Anh Quốc. Khu vực được mô tả là có nhiều loại cây bụi, hàng nghìn loài hoa và một số cây cối nhỏ. 

### Đô thị
Số liệu dân số chỉ tính các khu vực đô thị hóa:
Dân số trên 1.000.000
- Cape Town

Dân số trên 200.000
- George
- Somerset West

Dân số trên 50.000
| - Knysna - Oudtshoorn - Mossel Bay | - Paarl - Stellenbosch - Strand | - Swellendam - Worcester |

Dân số trên 10.000
| - Bredasdorp - Ceres - Hermanus | - Malmesbury - Montagu | - Plettenberg Bay - Riversdale - Robertson | - Tulbagh - Wellington |

Dân số dưới 10.000
| - Arniston - Elim | - Napier - Struisbaai |